# Versenkung der Van Imhoff
Die Versenkung der Van Imhoff war ein Ereignis, das von einem japanischen Flugzeugangriff im Zweiten Weltkrieg im Indischen Ozean verursacht wurde. Die Van Imhoff war ein niederländisches Schiff, das 478 in Niederländisch-Indien lebende Deutsche von Sumatra nach Bombay bringen sollte.
Die Deutschen an Bord der Van Imhoff waren 1940 wegen ihrer Staatsangehörigkeit nach dem Einmarsch deutscher Truppen in die Niederlande von der niederländischen Kolonialverwaltung interniert worden. Als die Van Imhoff zu sinken begann, gingen alle 110 Niederländer in die Rettungsboote. Sie ließen die an Bord eingesperrten Deutschen nicht frei; deshalb ertranken über 400 von ihnen.

## Das Schiff

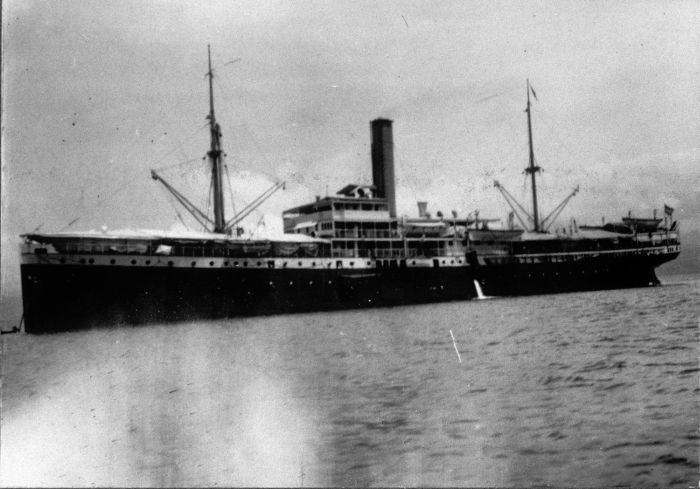
Die Van Imhoff

Die Van Imhoff war das zweite Schiff dieses Namens, das im Dienste der Koninklijke Paketvaart Maatschappij (KPM) fuhr. Die erste Van Imhoff war 1911 gestrandet und gesunken. Die zweite Van Imhoff mit 2980 BRT wurde 1914 in Rotterdam bei Fijenoord gebaut und 1942 versenkt.
Die Schiffe waren benannt nach dem deutschstämmigen Generalgouverneur von Niederländisch-Indien Gustaaf Willem van Imhoff.

## Vorfall
Als ab dem 10. Mai 1940 Truppen der Wehrmacht in die Niederlande einmarschierten, wurden alle Deutschen in Niederländisch-Indien interniert.
Nach dem japanischen Angriff auf Pearl Harbor wurden an der Westküste Sumatras Gefangenentransporte zusammengestellt, die die internierten Deutschen vor einer japanischen Invasion nach Britisch-Indien bringen sollten. Zwei dieser Transporte mit niederländischen Schiffen gelangten tatsächlich nach Bombay. Das dritte Schiff, das für einen solchen Transport genutzt werden sollte, war der Frachter Van Imhoff. Er legte am 18. Januar 1942 in Sibolga ab.
Am 19. Januar 1942 griff ein japanisches Flugzeug westlich von Sumatra die nicht als Gefangenentransport gekennzeichnete Van Imhoff in der Annahme an, sie sei ein niederländischer Truppentransporter. An Bord waren 478 deutsche Zivilinternierte und 110 Niederländer (48 Mann Besatzung und 62 Soldaten). Beim Sinken der Van Imhoff ging die gesamte niederländische Mannschaft mitsamt Kapitän Hoeksema in die Rettungsboote. Den deutschen Zivilinternierten, die auf und unter Deck mit Stacheldraht eingeschlossen waren, wurde dagegen unter Androhung der Erschießung verboten, ebenfalls in die Boote zu gehen. Die meisten Zivilinternierten versanken mit dem Schiff. Unter den Toten befanden sich der Veterinär Professor Fritz Ludwig Huber, Offizier des Ordens von Oranje Nassau, der Forscher Hans Overbeck und der Künstler Walter Spies aus Deutschland sowie der österreichische Sinologe Erwin Ritter von Zach.
Einige Menschen konnten sich auf zwei verbliebene kleine Boote ohne Ruder und Notrationen und einige Flöße retten und wurden am nächsten Tag von einem Catalina-Flugboot der niederländischen Marine gesichtet. Dieses rief den niederländischen Dampfer Boelongan zur Hilfe, der etwa um 9.20 Uhr beim ersten Rettungsboot eintraf. Als der Kapitän der Boelongan, M. L. Berveling, erfuhr, dass es sich bei den Schiffbrüchigen ausschließlich um deutsche Zivilinternierte handelte, ließ er abdrehen, ohne der Bitte um Trinkwasser und Verpflegung oder Aufnahme an Bord zu entsprechen, da er folgende Instruktion empfangen hatte:

“Eerst de bemanning van het stoomschip Van Imhoff oppikken, d.i. Europese en inlandse scheepsbemanning benevens de militairen die voor bewaking aan boord waren – daarna op aanwijzing van de militaire commandant betrouwbare elementen onder de Duitse geïnterneerden (die met s. s. Van Imhoff werden vervoerd) aan boord nemen – overige Duitsers beletten te landen.”

„Zuerst die Mannschaft des Dampfschiffs Van Imhoff an Bord nehmen, nämlich die europäische und einheimische Besatzung sowie die Militärpersonen, die zur Bewachung der Internierten an Bord waren. Danach auf Anweisung des Militärkommandanten vertrauenswürdige Elemente unter den deutschen Internierten (die mit der Van Imhoff transportiert wurden) an Bord nehmen. Die übrigen Deutschen an der Landung hindern.“

Einige Minuten später wurden von der Catalina aus, die das Schiff vor Unterwasserangriffen schützen sollte, ein weiteres Rettungsboot, zwei Flöße und Schiffbrüchige im Wasser gesichtet. Gegen 10.40 Uhr war die Boelongan, die dorthin gelotst wurde, vor Ort, nahm aber wiederum keinen der Schiffbrüchigen an Bord. Kurz nachdem die Boelongan die Fahrzeuge der Schiffbrüchigen passiert hatte, wurde von der Y-63 aus ein Flugzeugangriff auf den Dampfer beobachtet. Die Aussagen Bervelings, der behauptete, mehrfach von dem japanischen Flugzeug angegriffen worden zu sein, deckten sich nicht mit Zeugenaussagen der Überlebenden im Rettungsboot und mit den Beobachtungen der Besatzung der Y-63, die behauptete, das Flugzeug habe nach Abwerfen einer einzelnen Bombe abgedreht. Die Insassen der Boote trennten sich am 21. Januar 1942 von den Schiffbrüchigen auf den langsamen Flößen, in der Hoffnung, diesen später Hilfe schicken zu können.
Nur 65 Menschen konnten sich am 23. Januar 1942 auf die Insel Nias retten; alle übrigen kamen um. Am 24. Januar wurden die Geretteten nach dem Bericht des Überlebenden Albert Vehring erneut interniert. Es kursiert jedoch auch eine Erzählung, nach der die Geretteten nach einem Aufstand auf Nias eine „Freie Republik Nias“ ausgerufen haben sollen, die einige Wochen existiert habe. Der Präsident dieser Freien Republik soll ein Vertreter der Firma Bosch namens Fischer gewesen sein; Vehring habe als Außenminister fungiert.

## Nachgeschichte
Einer der Überlebenden, der Missionar der Basler Mission (auf Borneo) Gottlob Weiler, veröffentlichte einen Erlebnisbericht über die Rettung, der in der Missionsheftchen-Reihe Auf den Straßen der Welt nach dem Krieg mehrere Auflagen erlebte.
Nach Kriegsende stellte sich heraus, dass niederländische Marinedienststellen auf der Insel Sumatra die Kapitäne der Evakuierungsdampfer angewiesen hatten, deutsche Schiffbrüchige bewusst nicht zu retten.
1953 reichte einer der überlebenden Deutschen bei der niederländischen Justiz eine Klage wegen Mordes gegen den Kapitän der Van Imhoff ein. 1955 befasste das Justizministerium sich mit dem Fall.
Der Generalstaatsanwalt ('procureur-generaal') am 'Gerechtshof Amsterdam' wurde im Mai 1956 beauftragt, den Fall zu untersuchen. Er kam zu dem Ergebnis, es sei kein hinreichender Grund für einen Strafantrag zu finden.
Er behauptete, der Kapitän habe angesichts der Kriegsumstände alles ihm Mögliche getan, um den Internierten im sinkenden Schiff die noch vorhandenen Rettungsmöglichkeiten zukommen zu lassen.
Als 1984 der entsprechende Band von Loe de Jongs Het Koninkrijk der Nederlanden in de Tweede Wereldoorlog erschien, wurde bekannt, dass 1964 eine Dokumentationssendung über den Vorfall produziert worden war. Der Sender VARA hat sie jedoch nicht ausgestrahlt, da man negative Reaktionen – nicht zuletzt aus Deutschland – befürchtete. Als der Regisseur Dick Verkijk 1984 das Aussenden seiner Dokumentation befürwortete, wurde behauptet, die Sendung sei mittlerweile gelöscht worden. Der niederländische öffentlich-rechtliche Sender BNN-VARA sendete die Dokumentation an drei Sonntagen im Dezember 2017 (10., 17. und 24.) zur Hauptsendezeit.